# 鹿児島県総合運転免許試験場

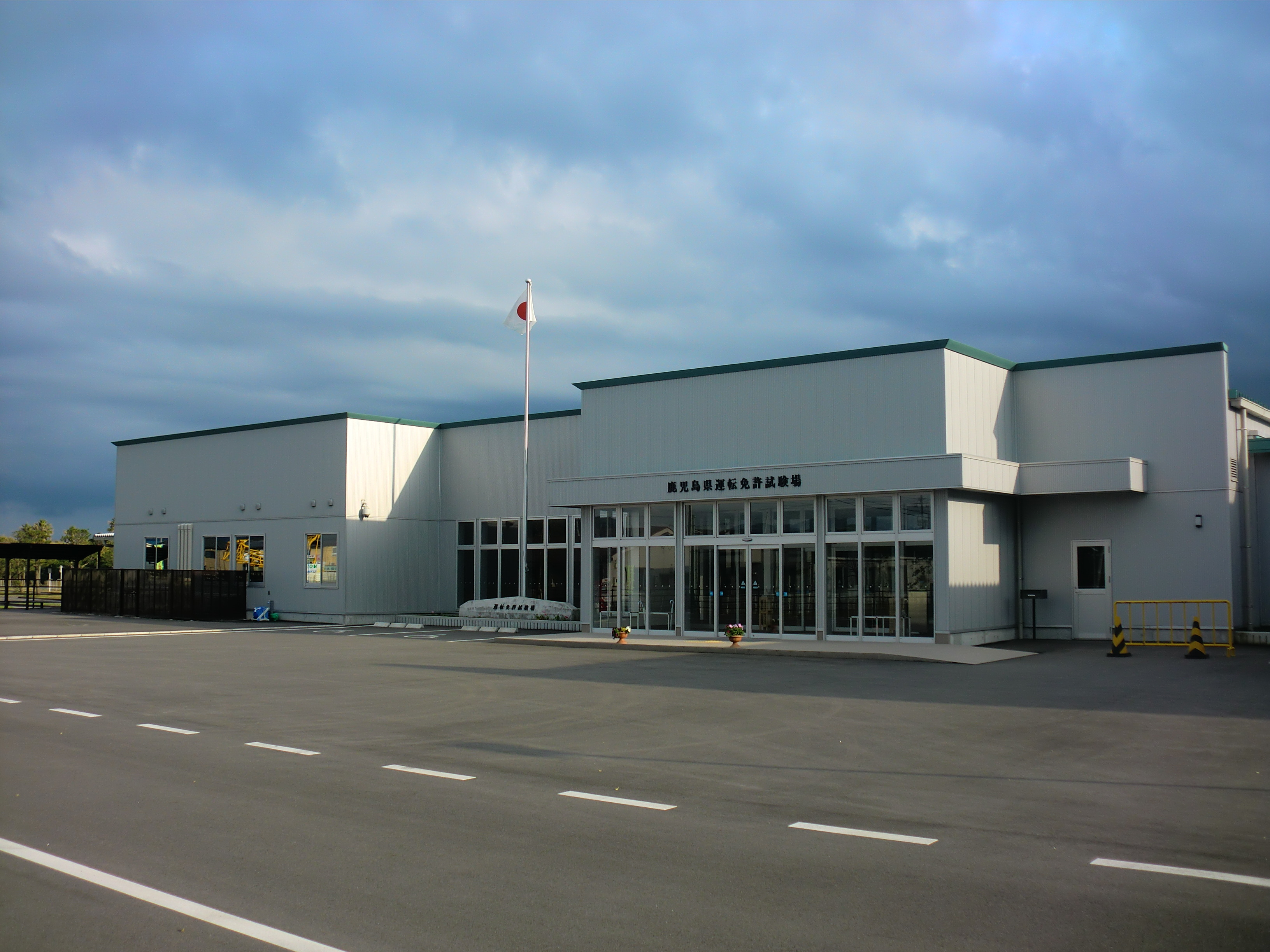
鹿児島県総合運転免許試験場

鹿児島県総合運転免許試験場（かごしまけんそうごううんてんめんきょしけんじょう）は、鹿児島県姶良市東餅田3937番地にある、鹿児島県警察が管理する運転免許試験場である。
JR日豊本線帖佐駅から徒歩20分ほどのところにあり、また鹿児島市から鹿児島交通による試験場行きのバスが運行されている。周辺には試験場来場者向けの飲食店、宿泊施設や問題集販売店、自動車練習場などが並んでいる。松原塩田の跡地付近に所在している。なお、免許の更新業務は行っていない。

## 沿革

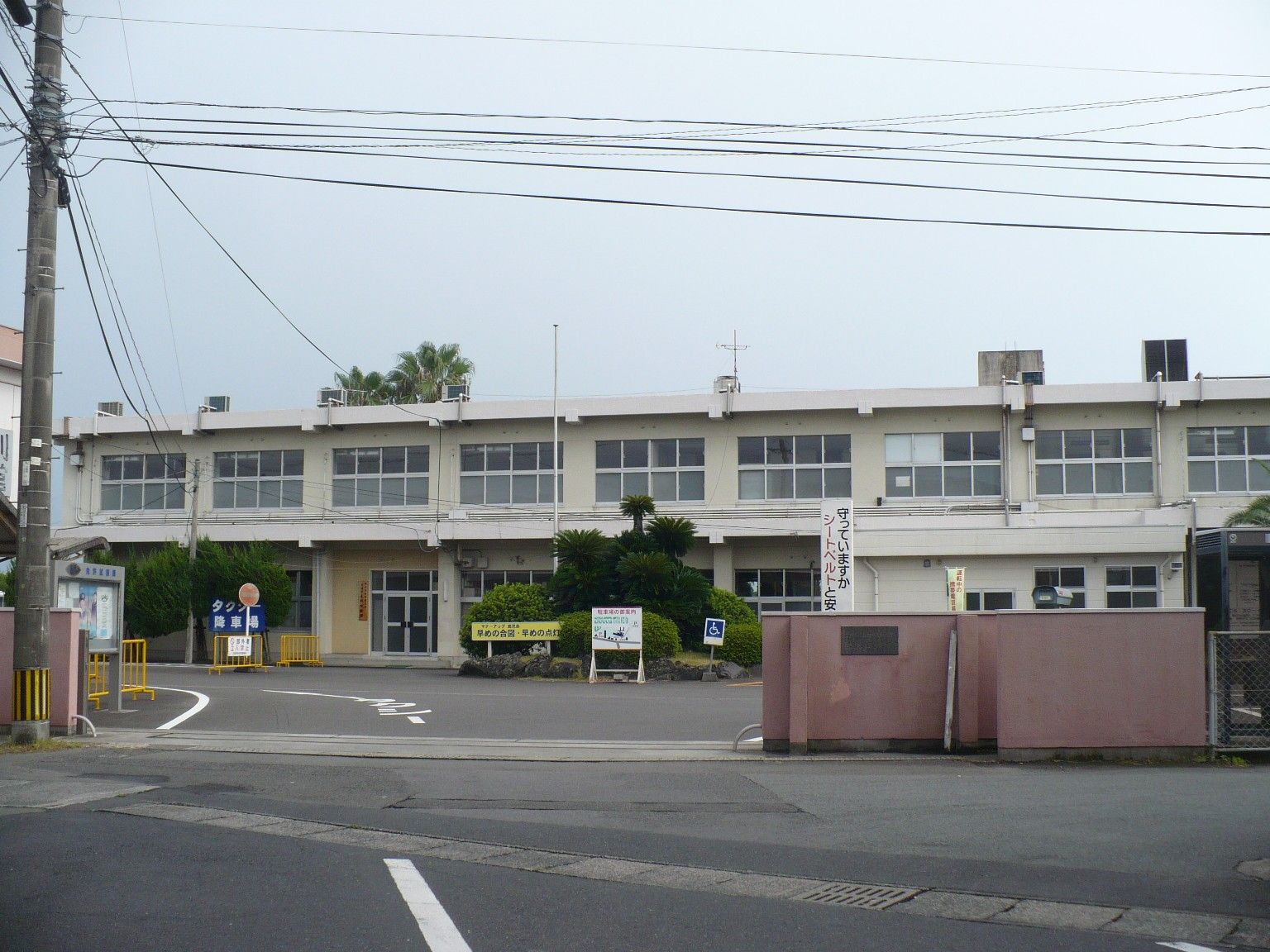
移転前の鹿児島県総合運転免許試験場

鹿児島県で最初の運転免許試験場は、鹿児島市永吉町の鹿児島刑務所（現在は鹿児島アリーナとなっている場所）の隣接地に1932年（昭和7年）に開設された。しかし運転免許取得者の増加に伴い手狭となり、鹿児島市下伊敷町の旧軍練兵場跡地の国有地を借り受けて1955年（昭和30年）1月に移転した。ところが、1956年（昭和31年）7月に第二種運転免許の制度ができると実技試験を行うために広いスペースが必要となり、姶良町東餅田に二種免許専用の試験場を開設することになった。この試験場は面積15,490 平方メートルで、1957年（昭和32年）4月1日に運用が開始された。この結果、鹿児島市下伊敷町の試験場で一種免許の、姶良町東餅田の試験場で二種免許の試験を行う体制となった。
下伊敷町の試験場は、国有地の返却を求められたことから、1959年（昭和34年）12月1日に鹿児島市小野町の玉江小学校跡地に再度移転した。さらに県消防学校に敷地の一部を分割して渡すことになったことから、周辺の土地の買収を行って1961年（昭和36年）4月に拡張工事が完成した。しかしさらに運転免許取得者数が増加してきたこともあり、1964年（昭和39年）6月には早くも大型試験場への再度の移転の検討がされるようになった。
新試験場の候補地としては鹿児島市内および周辺の数ヶ所から検討の上で、姶良町の中心部に近い水田が選ばれた。しかし地権者が多く買収に手間取ったことから、この候補地を断念して海岸に近い松原塩田の跡地を買収することにした。塩田の跡地のため、大量の土砂で埋め立てが必要となり、1965年（昭和40年）4月5日に土地造成工事に着手した。1966年（昭和41年）6月に試験場が完成し、同年6月20日に業務を開始した。落成式典は7月1日に行われている。総工費は2億1093万円、敷地面積82,800 平方メートル、鉄筋コンクリート2階建て延べ床面積2,851 平方メートルに完全舗装の試験コース5,400 m、幅20mの4車線幹線道路を備えた、西日本一と称する当時としては屈指の大型試験場となっている。1日に1,000 人の試験を行う能力があった。
試験場が開設されると、それまで何もなかった周辺には来場客を当て込んだ宿泊施設や食堂が立ち並ぶようになり、アメリカの西部開拓の時代への連想から「西部の町」と呼ばれた。最盛期には旅館が16軒もあったが、少子化の影響などにより2000年の時点では5軒に減少している。
2012年1月、新庁舎での業務を開始した。またその跡地に、加治木町港町から姶良警察署が移転した。

## 特徴
コースの設計の特徴としては、当時はまだ鹿児島県内に高速道路は無い時代であったが、来るべき高速道路時代に備えて、高速でのハンドル操作をテストできる300 mの直線と、インターチェンジなどにみられるらせん状の坂道が入れられていることがある。これは、試験場の移転先選びの条件ともなっていた。
従来の試験場では、受験者の受け入れ能力に限度があることから受付日は月2回に制限されており、前夜から泊まり込みで順番待ちをしなければ希望の日に試験を受けられないという状態であった。また不合格になると再受験に最低10日待たなければならず、遠方からの受験者には特に費用的な負担が大きかった。試験も短時間で大量に処理することが重視されたため制限時間が設定されており、運転技術に問題が無くても時間に間に合わないだけで不合格となる状態であった。能力が拡大された新試験場では不合格でもすぐ翌日に再受験できるようになり、また時間制限も撤廃されて合格率が従来より3 - 5 パーセント程度上がっている。